# Правительство Франции
Правительство Франции (фр. Gouvernement de la République française) — совет министров, возглавляемый премьер-министром Франции. В соответствии с Конституцией Франции, правительство определяет и проводит политику нации, в его распоряжении находятся администрация и вооруженные силы. Правительство несёт ответственность перед парламентом. Занимающий должность министра не имеет права быть депутатом парламента, занимать какую-либо должность общенационального характера и вести какую-либо профессиональную деятельность.
В соответствии со статьей 48 Конституции Национальное собрание по меньшей мере одно пленарное заседание в неделю, в том числе во время внеочередных сессий, отводит в приоритетном порядке на ответы членов правительства на запросы парламентариев.

## Формирование и роспуск
Президент назначает премьер-министра, который представляет ему кандидатуры министров, которые президент вправе принять или отвергнуть, но при этом правительство должно пользоваться доверием парламента. Во Франции существуют различия между понятием «правительство» (фр. Gouvernement, Кабинет министров под председательством Премьер-министра (ст. 21 Конституции Франции 1958), и советом министров (фр. Conseil des ministres, где председательствует Президент (ст. 9 Конституции Франции 1958). Правительство осуществляет регламентированную власть, не принадлежащую президенту (по остаточному принципу). Правительство несет ответственность перед парламентом.
Национальное собрание может выразить недоверие правительству путём принятия резолюции порицания. Такая резолюция принимается к рассмотрению, если она подписана по меньшей мере десятой частью членов Национального собрания. Голосование по резолюции порицания проводится только через 48 часов после её внесения, при этом подсчитываются только голоса, поданные за резолюцию порицания, которая может быть принята лишь большинством голосов членов Собрания. Если Национальное собрание примет резолюцию порицания или если оно не утвердит программу правительства или его заявление общеполитического характера, премьер-министр должен вручить президенту республики заявление об отставке правительства.

## Структура правительства
Правительство возглавляет премьер-министр, помимо него в правительство входят:
- Государственные министры[фр.] — независимо от их сферы деятельности, получают министерский портфель и являются членами Совета министров.
- Министры: непосредственно управляют и организуют работу министерств и ведомств;
- Министры-делегаты[фр.] — работают под руководством министров и, реже, премьер-министра, им делегированы определенные полномочия;
- Статс-секретари — работают под руководством министра, а иногда — непосредственно премьер-министра;
- Верховные комиссары[фр.] — должность воссоздана Мартин Хирш (правительство Ф.Фийона) с 2007 по 2010 год.

Структура правительства Франции многократно изменялась, министерства создавались и упразднялись, менялось распределение функций между ними. Нынешняя структура правительства сформирована после избрания 15 мая 2012 года Франсуа Олланда президентом Франции и назначения премьер-министром Жан-Марка Эро.
| Министерства                                                                      | Генеральные секретариаты | Генеральные дирекции |
| --------------------------------------------------------------------------------- | --- | --- |
| Премьер-министр                                                                   | - Генеральный секретариат правительства Франции - Генеральный секретариат по европейским делам - Генеральный секретариат по обороне и национальной безопасности - Генеральный секретариат по морским вопросам - Генеральный секретариат по модернизации деятельности госучреждений | - Генеральная дирекция администрации и госуслуг |
| Министерство иностранных дел                                                      | - Генеральный секретариат министерства иностранных дел | - Генеральная дирекция по вопросам политики и безопасности - Генеральная дирекция по делам Евросоюза - Генеральная дирекция по вопросам глобализации, развития и партнёрства - Генеральная дирекция администрации и модернизации |
| Министерство национального образования                                            | - Генеральный секретариат министерства национального образования и министерства высшего образования и научных исследований | - Генеральная дирекция школьного образования |
| Министерство высшего образования и научных исследований                           | - Генеральный секретариат министерства национального образования и министерства высшего образования и научных исследований | - Генеральная дирекция высшего и профессионального образования - Генеральная дирекция по исследованиям и инновациям |
| Министерство юстиции                                                              | - Генеральный секретариат министерства юстиции | - Дирекция по судебному администрированию - Дирекция гражданского правосудия - Дирекция по уголовным делам и вопросам помилования - Дирекция пенитенциарных учреждений - Дирекция по делам несовершеннолетних |
| Министерство экономики и финансов                                                 | - Генеральный секретариат министерства экономики и финансов | - Генеральная дирекция казначейства - Генеральная дирекция Национального института статистики и экономических исследований - Генеральная дирекция по вопросам конкуренции, потребления и борьбы с недобросовестным предпринимательством - Дирекция по бюджету - Генеральная дирекция общественных финансов - Генеральная дирекция по таможенным и акцизным сборам - Генеральная дирекция по конкурентоспособности промышленности и сферы услуг |
| Министерство внешней торговли                                                     | - Генеральный секретариат министерства экономики и финансов | - Генеральная дирекция казначейства - Генеральная дирекция Национального института статистики и экономических исследований - Генеральная дирекция по вопросам конкуренции, потребления и борьбы с недобросовестным предпринимательством - Дирекция по бюджету - Генеральная дирекция общественных финансов - Генеральная дирекция по таможенным и акцизным сборам - Генеральная дирекция по конкурентоспособности промышленности и сферы услуг |
| Министерство промышленности                                                       | - Генеральный секретариат министерства экономики и финансов | - Генеральная дирекция казначейства - Генеральная дирекция Национального института статистики и экономических исследований - Генеральная дирекция по вопросам конкуренции, потребления и борьбы с недобросовестным предпринимательством - Дирекция по бюджету - Генеральная дирекция общественных финансов - Генеральная дирекция по таможенным и акцизным сборам - Генеральная дирекция по конкурентоспособности промышленности и сферы услуг |
| Министерство ремёсел, торговли и туризма                                          | - Генеральный секретариат министерства экономики и финансов | - Генеральная дирекция казначейства - Генеральная дирекция Национального института статистики и экономических исследований - Генеральная дирекция по вопросам конкуренции, потребления и борьбы с недобросовестным предпринимательством - Дирекция по бюджету - Генеральная дирекция общественных финансов - Генеральная дирекция по таможенным и акцизным сборам - Генеральная дирекция по конкурентоспособности промышленности и сферы услуг |
| Министерство реформирования государства, децентрализации и общественных функций   | - Генеральный секретариат министерства экономики и финансов | - Генеральная дирекция казначейства - Генеральная дирекция Национального института статистики и экономических исследований - Генеральная дирекция по вопросам конкуренции, потребления и борьбы с недобросовестным предпринимательством - Дирекция по бюджету - Генеральная дирекция общественных финансов - Генеральная дирекция по таможенным и акцизным сборам - Генеральная дирекция по конкурентоспособности промышленности и сферы услуг |
| Министерство здравоохранения и социальной защиты                                  | - Генеральный секретариат по социальным вопросам | - Генеральная дирекция здравоохранения - Генеральная дирекция опеки и попечительства - Генеральная дирекция de la cohésion sociale - Генеральная дирекция по вопросам занятости |
| Министерство труда, занятости, профессиональной подготовки и социального диалога  | - Генеральный секретариат по социальным вопросам | - Генеральная дирекция здравоохранения - Генеральная дирекция опеки и попечительства - Генеральная дирекция de la cohésion sociale - Генеральная дирекция по вопросам занятости |
| Министерство по правам женщин                                                     | - Генеральный секретариат по социальным вопросам | - Генеральная дирекция здравоохранения - Генеральная дирекция опеки и попечительства - Генеральная дирекция de la cohésion sociale - Генеральная дирекция по вопросам занятости |
| Министерство по делам молодёжи и спорта                                           | - Генеральный секретариат по социальным вопросам | - Генеральная дирекция здравоохранения - Генеральная дирекция опеки и попечительства - Генеральная дирекция de la cohésion sociale - Генеральная дирекция по вопросам занятости |
| Министерство по вопросам равенства территорий                                     | - Генеральный секретариат министерства экологии и устойчивого развития | - Генеральная дирекция по вопросам жилья и окружающей среды - Генеральная дирекция по вопросам энергетики и климата - Генеральная дирекция по вопросам инфраструктуры, транспорта и морским вопросам - Генеральная дирекция гражданской авиации - Генеральная дирекция предотвращения рисков |
| Министерство экологии, устойчивого развития, транспорта и жилищного строительства | - Генеральный секретариат министерства экологии и устойчивого развития | - Генеральная дирекция по вопросам жилья и окружающей среды - Генеральная дирекция по вопросам энергетики и климата - Генеральная дирекция по вопросам инфраструктуры, транспорта и морским вопросам - Генеральная дирекция гражданской авиации - Генеральная дирекция предотвращения рисков |
| Министерство внутренних дел                                                       | - Генеральный секретариат министерства внутренних дел | - Генеральная дирекция по вопросам местных общин - Генеральная дирекция национальной полиции - Генеральная дирекция национальной жандармерии - Дирекция по вопросам общественных свобод и правовым вопросам - Генеральная дирекция гражданской защиты и кризисных ситуаций |
| Министерство заморских территорий                                                 | - Генеральный секретариат министерства внутренних дел | - Генеральная дирекция по вопросам местных общин - Генеральная дирекция национальной полиции - Генеральная дирекция национальной жандармерии - Дирекция по вопросам общественных свобод и правовым вопросам - Генеральная дирекция гражданской защиты и кризисных ситуаций |
| Министерство обороны                                                              | - Генеральный секретариат по административным вопросам | - Генеральный штаб - Генеральная дирекция вооружений |
| Министерство культуры                                                             | - Генеральный секретариат министерства культуры | - Генеральная дирекция по культурному наследию - Генеральная дирекция художественного творчества - Генеральная дирекция по вопросам СМИ и художественной культуры |
| Министерство сельского хозяйства                                                  | - Генеральный секретариат сельского хозяйства, продовольствия и лесного хозяйства | - Генеральная дирекция аграрной политики, продовольствия и территорий - Генеральная дирекция по вопросам питания - Генеральная дирекция преподавания и научных исследований |